# Manuel Ospina Vásquez
Manuel Ospina Vásquez (Medellín, 1898-Medellín, 1969) fue un terrateniente y político colombiano.  
Se desempeñó como Presidente de la Cámara de Representantes de Colombia. 

## Biografía
Nació en Medellín en 1898, hijo de los empresarios Pedro Nel Ospina y de Carolina Vásquez Uribe. Realizó sus estudios universitarios en Estados Unidos.
Fue uno de los más importantes latifundistas de Colombia, poseyendo en especial cientos de propiedades en los departamentos de Antioquia y Córdoba. Por más de dos décadas fue presidente de la Sociedad de Agricultores de Antioquia; así mismo, fue socio recurrente de la Cámara de Comercio de Medellín y Antioquia.
Resultó elegido, sucesivamente, como miembro de la Cámara de Representantes por Antioquia en las elecciones legislativas de Colombia de 1962 y las elecciones de 1964; entre diciembre de 1962 y febrero de 1963 sirvió como Presidente de la Cámara de Representantes. En el campo político también sirvió como diputado a la Asamblea Departamental de Antioquia. 
En 1969 se vio involucrado en un escándalo cuando el entonces Ministro de Agricultura Enrique Peñalosa Camargo denunció ante Procuraduría General de la Nación al senador José Ignacio Vives Echavarría, delegado a la Junta Directiva del Instituto Colombiano de la Reforma Agraria (Incora) por, supuestamente, haber recibido una “jugosa comisión” de parte de Ospina Vásquez para presionar para que el Incora comprara por elevados precios algunas de las propiedades de Ospina Vásquez.  En respuesta, Vives lo citó a debate político por su gestión en el Incora, al parecer favoreciendo los intereses del ganadero Miguel Fadul. El escándalo terminó con la renuncia de Peñalosa al Ministerio de Agricultura.
Poco después del escándalo, Manuel Ospina Vásquez falleció en Medellín.
Se casó con Clara Restrepo Lalinde, nieta del empresario Emilio Restrepo Callejas, hermano de los también empresarios Carlos, Ricardo y Camilo Claudio Restrepo Callejas. Entre sus hijos está el también político Juan Manuel Ospina Restrepo.